# Andrzej Rybarski
Andrzej Rybarski (ur. 5 września 1980 w Żywcu) – polski trener piłkarski, absolwent Akademii Wychowania Fizycznego w Katowicach.

## Życiorys
Karierę trenerską rozpoczął od pracy w młodzieżowym zespole ŻAPN Żywiec, po czym pełnił funkcję asystenta w klubach Polonia Bytom, Cracovia oraz Górnik Łęczna. W klubie z Lubelszczyzny pracuje od 1 lipca 2014 roku, a 6 maja 2016 został awansowany do funkcji pierwszego trenera po rezygnacji Jurija Szatałowa. Postawionym przed nim celem było utrzymanie w Ekstraklasie zespołu Górnika, co udało mu się dzięki zajęciu 14. miejsca w grupie spadkowej.
Następnie w dniu 3.07.2017 został Dyrektorem Sportowym w TS Podbeskidzie S.A. Stanowisko to zajmował do 2.04.2019. Jednym ze sukcesów pełnionej funkcji była sprzedaż wychowanka klubu do Legii Warszawa za najwyższą w historii klubu kwotę.  
Posiada licencję trenerską UEFA PRO.
Staże trenerskie
- VfL Wolfsburg
- MŠK Žilina
- AS Roma
- Kapfenberger SV
- Getafe CF